# Cortanze
Cortanze är en ort och kommun i provinsen Asti i regionen Piemonte i Italien. Kommunen hade 280 invånare (2018).